# Rhombe (instrument)
Pour les articles homonymes, voir Rhombe.
 (décembre 2018).
Si vous disposez d'ouvrages ou d'articles de référence ou si vous connaissez des sites web de qualité traitant du thème abordé ici, merci de compléter l'article en donnant les références utiles à sa vérifiabilité et en les liant à la section « Notes et références ».

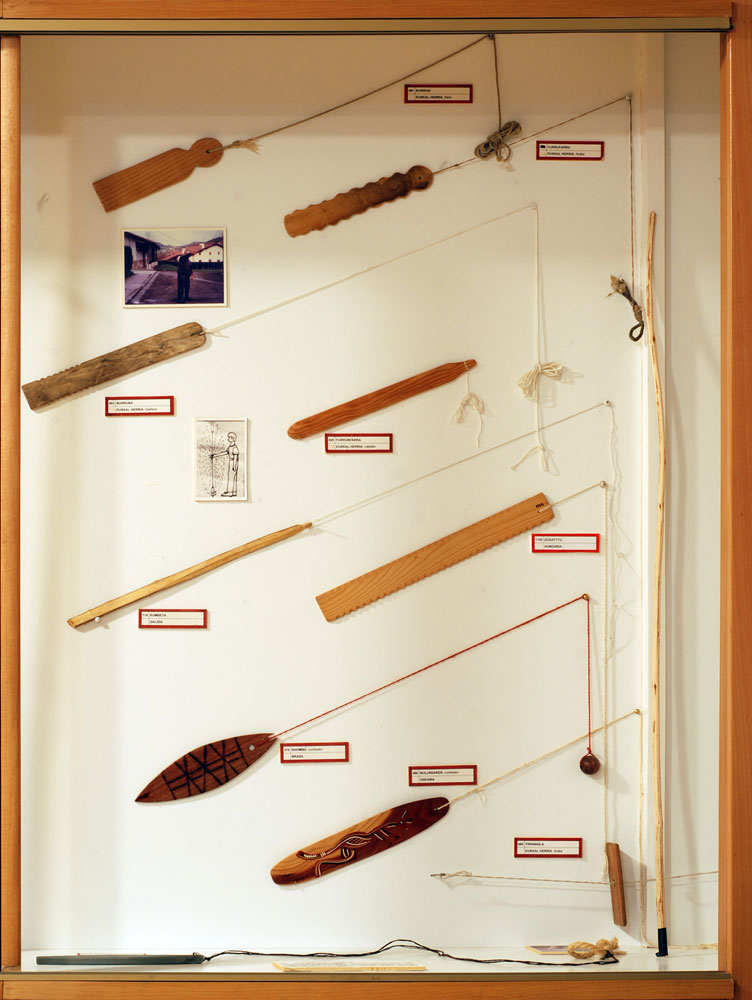
Différents types de rhombes à faire tournoyer avec une corde.

Le rhombe est un instrument à vent de la famille des aérophones se servant du frottement de l'air ambiant pour produire un son.
Sa sonorité rugissante a été comparée à celle du vent, du tonnerre, aux cris des dieux, des esprits ou des ancêtres intercesseurs entre le monde terrestre et le monde supra naturel.

## Histoire

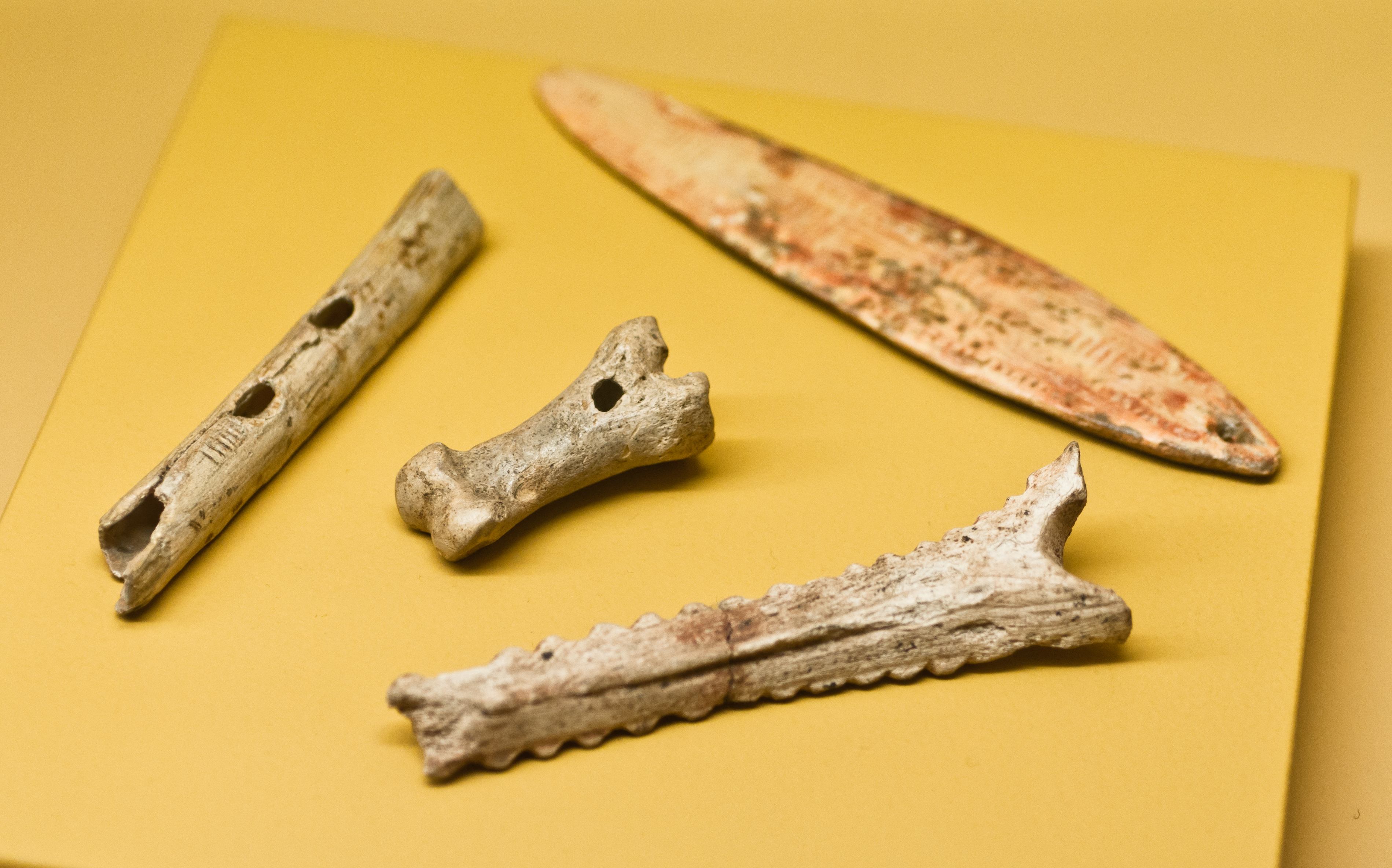
En haut à droite : grande pendeloque ou rhombe de Lalinde présenté parmi des instruments de musique au musée d'Archéologie nationale.

Cet aérophone est sans doute un des plus anciens instruments connus (on a retrouvé des modèles vieux de 17 000 à 25 000 ans selon les sources en Dordogne (dans la grotte de Lalinde) ou en Amazonie). On le retrouve chez tous les peuples premiers (Nouvelle-Guinée, Australie, Amérique du Nord, Afrique du Sud) où il est associé à la chasse ou à des rituels, ainsi que dans certaines populations sur le territoire français (dans son usage coutumier jusqu'au début du 20e siècle), par exemple au Pays Basque, ou encore dans les Landes.
Théocrite, dans sa deuxième idylle, met en scène une femme, Simaitha, qui essaie de retrouver l'amour de son amant en utilisant entre autres le rhombe comme instrument de pratique magique.

## Dans le monde

### Océanie
En Australie, les rhombes (appelés tjurunga ou churinga) sont des pièces de bois allongées et plates, sculptées, peintes (ou les deux) sur les deux faces de dessins sacrés. D'après Barbara Glowczewski « dans la mythologie masculine des Pitjantjatjara (tribu résidant près d'Ayers Rock), les héroïnes Aknarintja, femmes mythiques, conçoivent sans hommes grâce au son des rhombes qu'elles détiennent ».
Le rhombe est parfois lié à des rites de passage ou d'initiation (en Irian Jaya par exemple). Le rhombe servit aussi d'épouvantail à fauves et à éléphants (en Malaisie par exemple).

### Europe

#### Grèce antique
Dans la Grèce antique, les rhombes étaient surtout utilisés dans les cérémonies du culte de Cybèle. Un rhombe était connu sous le nom de « rhombos » (signifiant littéralement « tourbillonnant » ou « grondant »), à la fois pour décrire son caractère sonore et sa forme typique, le losange. (Rhombos fait aussi parfois référence au rhoptron, un tambour bourdonnant).

#### Grande-Bretagne et Irlande
En Grande-Bretagne et en Irlande, le rhombe, connu sous un certain nombre de noms et de styles différents, notamment bullroarer,   est principalement utilisé pour l'amusement, bien qu'il ait pu autrefois être utilisé à des fins cérémonielles. 
Dans certaines parties de l'Ecosse, il passait pour un "sort de tonnerre" et on pensait qu'il protégeait contre les coups de foudre. 
Dans le roman d'Elizabeth Goudge,  Gentian Hill (1949), situé dans le Devon au début du XIXe siècle, un rhombe est le jouet chéri de Sol, un ouvrier agricole âgé, qui étant muet, l'utilise occasionnellement pour exprimer une émotion forte ; cependant, le son qu'il émet est perçu comme étant à la fois étrange et malchanceux par deux autres personnages, qui ont le sentiment gêné que des esprits inquiétants de l'air ("Eux") sont invoqués par son sifflet vrombissant.

#### Scandinavie
Les cultures scandinaves de l'âge de pierre utilisaient le rhombe. En 1991, les archéologues Hein B. Bjerck et Martinius Hauglid ont trouvé un morceau d'ardoise de 6,4 cm de long qui s'est avéré être un rhombe vieux de 5 000 ans (appelé « brummer » en Scandinavie). Il a été trouvé à Tuv, dans le nord de la Norvège, un lieu habité à l'âge de pierre.

## Facture
Le rhombe est constitué d’une planchette de bois, d’os ou de métal en forme de lancette de 15 à 75 cm, au contour parfois dentelé ou biseauté, attaché aux doigts ou à un manche par une cordelette de plusieurs mètres.

## Jeu
On le fait tourner en l'air au moyen de la cordelette dans un mouvement circulaire. La planchette se met alors à tourner autour de son axe ce qui fait vibrer l’air ambiant et crée un vrombissement dont le son varie en fonction de la forme, de la taille du morceau de bois, et de la vitesse de rotation.
Les rhombes sont utilisés par de nombreuses tribus pour avertir les non-initiés du déroulement d'un rituel sacré. Les Aborigènes font tournoyer les rhombes au-dessus de leur tête maintenus par une ficelle de cheveux, produisant un son caractéristique reconnu par tous comme étant le signe du déroulement d'une cérémonie.

## Appellations variées
- aige, bororo
- bullroarer, anglais
- diaoul (diable), breton
- burrumbe, gascon
- hevehe, papou
- imillutaq, inuit
- nura mee, desana
- peer boor egah, aborigène
- puurorohuu, maori
- tjurunga, aborigène
- ual ual, apache